# Turkiet i olympiska sommarspelen 1956
Turkiet deltog i de olympiska sommarspelen 1956 i Melbourne med en trupp bestående av 13 deltagare, samtliga män, vilka deltog i 16 tävlingar i brottning. Turkiet slutade på 12:e plats i medaljligan, med tre guldmedaljer och sju medaljer totalt.

## Medaljer

### Guld
- Mustafa Dağıstanlı - Brottning, fristil, bantamvikt.
- Mithat Bayrak - Brottning, grekisk-romersk stil, weltervikt.
- Hamit Kaplan - Brottning, fristil, tungvikt.

### Silver
- İbrahim Zengin - Brottning, fristil, weltervikt.
- Rıza Doğan - Brottning, grekisk-romersk stil, lättvikt.

### Brons
- Hüseyin Akbaş - Brottning, fristil, flugvikt.
- Dursun Ali Eğribaş - Brottning, grekisk-romersk stil, flugvikt.